# Ptolomeo Queno
Ptolomeo Queno (Πτολεμαῖος Χέννος: «Ptolomeo Codorniz») o Ptolomeo Hefesto (Πτολεμαῖος Ἥφαιστος), de Alejandría, fue un gramático griego que vivió en tiempos de los emperadores romanos Nerón, Trajano y Adriano.
Según la Suda, escribió tres obras: las dos primeras, que se han perdido, eran un «drama histórico» (quizá algún tipo de novela) llamado La esfinge y un poema épico (Anthomeros, «Poema antihomérico», en 24 libros). La tercera, llamada Extraña historia, es probablemente un título alternativo de Historia nueva o Historia paradójica (Περί παραδόξου ιστορίας), una obra en 6 libros que el patriarca bizantino Focio atribuye a Ptolomeo Hefestión, y de la cual nos ha dejado un resumen en su Biblioteca (cod. 190). Este resumen de Focio es, pues, todo cuanto queda de la obra de Ptolomeo. 
Focio observa con sarcasmo que encontró la obra «realmente útil para aquellos que han decidido dárselas de eruditos en historia», pues «rebosa información extraordinaria y mal inventada». El libro estaba dedicado a la dama del autor, Julia Tertulla, y contenía una ingeniosa mezcolanza de todo tipo de leyendas y ficciones, algunas situadas en terreno mítico y otras, supuestamente, en tiempos históricos. Anticipándose a los cuentos de Jorge Luis Borges, Ptolomeo apoya sus invenciones más extravagantes en citas de presuntas autoridades que, en realidad, nunca existieron.
Los estudiosos de Ptolomeo Queno coinciden en presentarlo como un embustero sin escrúpulos. Dice G. W. Bowersock que Ptolomeo «mentía con la misma facilidad con que respiraba». Esa actitud, que lo descalifica como fuente válida para el estudio de la mitología y de la historia de la Antigüedad, lo convierte sin embargo en un escritor fascinante por su modernidad.
Se ha sugerido que Ptolomeo Queno podría ser el mismo autor que Ptolomeo el-Garib, biógrafo de Aristóteles, pero actualmente no se acepta esta identificación como válida.
El resumen de Focio de la Historia nueva ha conocido varias ediciones: 
- Ed. de J. Roulez en 1834.
- Ed. de Anton Westermann en Mythographi graeci (1843).[6]
- Ed. de Rudolf Hercher, Über die Glaubwürdigkeit der neuen Geschichte des Ptolemaus Chennus (Leipzig, 1856).[7]
- Ed. de John Edwin Sandys, History of Classical Scholarship (2nd ed., 1906).[8]
- Ed. de Anton Chatzis, 1914.
- Ed. de K. -H. Tomberg, 1968.